# Копривлен
Копривлен (болг. Копривлен) — село в Благоевградской области Болгарии. Входит в состав общины Хаджидимово. Находится примерно в 5 км к западу от центра города Хаджидимово и примерно в 81 км к юго-востоку от центра города Благоевград. По данным переписи населения 2011 года, в селе  проживало 1344 человека.

## Население
| Год     | 1934 | 1946 | 1956 | 1965 | 1975 | 1985 | 1992 | 2001 | 2011 |
| ------- | ---- | ---- | ---- | ---- | ---- | ---- | ---- | ---- | ---- |
| Жителей | 1207 | 1671 | 1672 | 1611 | 1588 | 1638 | 1538 | 1462 | 1344 |

| Национальность  | Человек | Процент |
| --------------- | ------- | ------- |
| болгары         | 1245    | 96,36%  |
| другие          | 44      | 3,41%   |
| не определились | 3       | 0,23%   |
| Всего ответов   | 1292    |         |

|  |